# Shodō

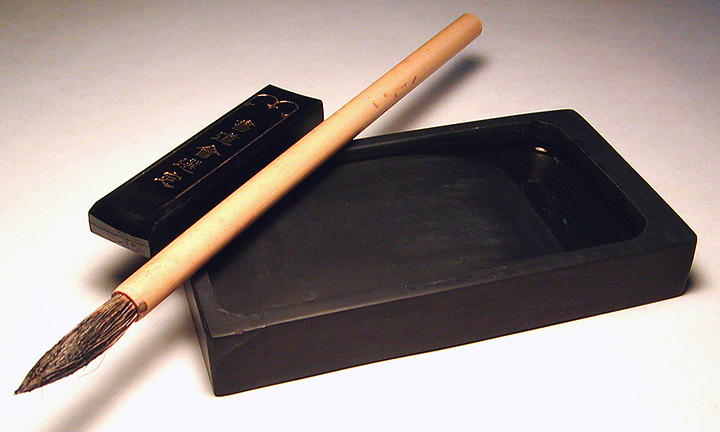
Pincel, barra de tinta y tintero con los que se practica el shodō.

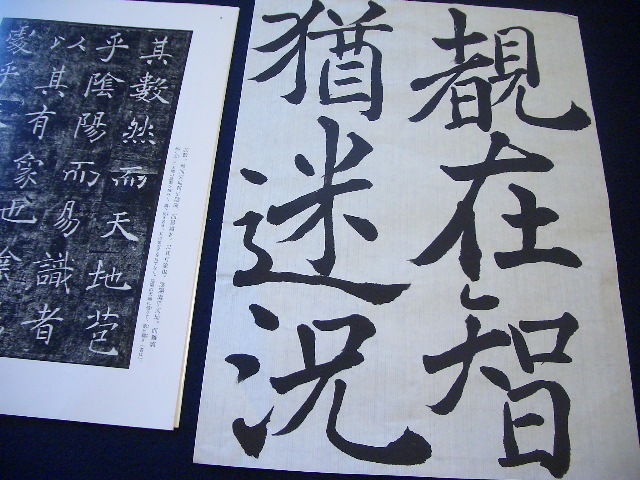
Ejemplo de shodō.

El shodō (書道?   «camino de la escritura») es la caligrafía japonesa. 
Se considera un arte y una disciplina muy difícil de perfeccionar y se enseña como una materia más a los niños japoneses durante su educación primaria. 
Proviene de la caligrafía China, y se practica a la usanza milenaria, con un pincel, un tintero donde se prepara la tinta china, pisapapeles y un pliego de papel de arroz. Actualmente también es posible usar un fudepen, pincel portátil con depósito de tinta.
El shodō practica la escritura de caracteres japoneses hiragana y katakana, así como caracteres kanji derivados de la escritura china. Actualmente existen calígrafos maestros en este arte que son contratados para la redacción de documentos importantes.
Además de requerir una gran precisión y gracia por parte del calígrafo, cada carácter kanji debe ser escrito según un orden de trazo específico, lo que aumenta la disciplina requerida a quienes practican este arte.

## Técnicas
La caligrafía japonesa comparte sus raíces con la caligrafía china y muchos de sus principios y técnicas son muy similares reconociendo los mismos estilos básicos de escritura:
- Escritura de sello (篆書 tensho?) (pinyin, zhuànshū): tuvo un uso común entre los años 1046-256 a. C. durante la Dinastía Zhou, y la Dinastía Qin entre 221-206 a. C. Posteriormente pasó a ser utilizada solo en inscripciones o en títulos de algunas obras, debido a su estilo nítido y claro. Como su llegada a Japón fue tardía (cuando ya no era utilizado con frecuencia en China), no tuvo demasiado impacto ni repercusión en la caligrafía japonesa. Se reconoce que el primer escrito japonés en estilo tensho data del período Nara (646-794).
- Escritura administrativa (隸書 reisho?) (pinyin, lìshū): se caracteriza por su estilo exagerado y audaz en principios y finales de cada trazo. Fue utilizado sobre todo durante la Dinastía Han (206 a. C.- 220 d. C.) en China. Fue muy influenciado por el estilo tensho, pero obteniendo un trazo ligeramente cursivo y simplificado. Por eso, se le considera un estilo tanto ornamental como fácil de entender.
- Escritura regular (楷書 kaisho?) (pinyin, kǎishū): como su nombre indica, este estilo es considerado el más estándar de todos, y su uso es diario en Japón y China. Debido a su precisión en los trazos, es el estilo más fácil de entender. Además, es el menos ornamental y decorativo de todos los estilos, por la poca libertad artística que da al escritor, y por las estrictas normas que conlleva (el orden de los trazos debe ser estrictamente seguido). Su uso en Japón se remonta al período Heian (794-1185), y fue popularizado por los monjes Zen, hasta convertirse en el estilo más común en la escritura diaria japonesa.
- Escritura semicursiva (行書 gyōsho?) (pinyin, xíngshū): gyosho (escritura viajante/en movimiento) es un método más estilizado que kaisho, de forma que el final de cada trazo marca el principio del siguiente, y cuenta con unas formas más redondeadas. Es por tanto considerado menos formal que kaisho.
- Escritura cursiva (Asia) (草書 sōsho?) (pinyin, cǎoshū): originado en China durante la Dinastía Han, es el más informal de todos los estilos. Se traduce literalmente como "escritura hierba", debido a su simplificación de los trazos, que dan la sensación de fluir como la hierba movida por el viento. Esto crea una escritura de uso totalmente artístico o decorativo. Se dice que, en Shodo, lo primordial es que lo escrito sea legible. Esto convierte al estilo sosho en uno de los más complejos de aprender, ya que su gran cantidad de curvas y su simplificación complican la tarea. Por eso se suele recomendar a los estudiantes de Shodo que primero aprendan el estilo kaisho (el más correcto de todos) para poder empezar a aprender el estilo sosho.